# Mary Costa
Mary Costa (Knoxville, Tennessee, 5 april 1930) is een Amerikaanse actrice en operazangeres. 

## Levensloop
Mary Costa heeft onder andere de stem Aurora ingesproken van Doornroosje in de animatiefilm uit 1959, Sleeping Beauty. Zij was getrouwd van 1953 tot 1966 met filmregisseur Frank Tashlin. Na dertien jaar zijn ze gescheiden.